# 152559 Bodelschwingh
152559 Bodelschwingh è un asteroide della fascia principale. Scoperto nel 1990, presenta un'orbita caratterizzata da un semiasse maggiore pari a 2,7931421 UA e da un'eccentricità di 0,2910297, inclinata di 18,37416° rispetto all'eclittica.